# Ivan Vilibor Sinčić
Ivan Vilibor Sinčić (Karlovac, 28. kolovoza 1990.) je predsjednik bivšeg Živog zida, hrvatski saborski zastupnik, politički aktivist i krajem 2014. godine, kandidat za predsjednika Republike Hrvatske.
Ivan Sinčić je dopredsjednik Udruge za zaštitu i pomoć žrtvama deložacija "Stop deložacijama", utemeljene krajem 2012. i upisane u Registar udruga Republike Hrvatske u siječnju 2013. godine. Također je povezan s udrugom "Živi zid" koja je upisana u Registar udruga RH u kolovozu 2014., makar se kao organizator blokada deložacija spominje takva udruga još od kraja 2011. godine. Udruga "Živi zid" se u medijima navodi kao organizator prikupljanja potpisa za kandidaturu Ivana V. Sinčića za Predsjednika RH.
Neposredno nakon predaje potpisa potpore za predsjedničku kandidaturu, Ivan V. Sinčić u intervjuu za N1 TV (kod novinara Tihomira Ladišića) objašnjava da je kao aktivist građanske udruge "Živi zid" koja se bori protiv banaka, deložacija i ovrha bio do sada pet puta uhićen. Istaknuo je da se njegov program temelji na zahtjevima za poništenjem pretvorbe i privatizacije, izmjeni Ovršnog zakona,  trenutačnoj obustavi svih deložacija, te povratku monetarnog suvereniteta Hrvatske. Definira se kao "prije svega narodni prosvjetitelj", te objašnjava da je financijski sustav u Hrvatskoj ustrojen tako da država više nema monetarni suverenitet, zbog čega zemlja u cjelini ide prema bankrotu. Smatra da je Europska unija "nama doslovno nametnuta", te da predstavlja zapravo "uniju bankara i birokrata"; da ideja EU kao zajednice naroda ima smisla, ali da je u svojem sadašnjem obliku štetna za narode koje okuplja. Za političke stranke u Hrvatskoj govori da su to "ljudi iz istog legla", te da s njima nije moguće naći odgovore na izazove dašanjice.
U prvom krugu predsjedničkih izbora održanom 28. prosinca 2014. god. Sinčić je bio treći po broju glasova (te nije ušao u drugi krug izbora); za njega je glasovalo 293.562 birača - tj. dobio je 16,52 posto svih važećih glasova. Sinčić izražava zadovoljstvo rezultatima, smatrajući ih pobjedom za "Živi zid" koji - smatra on - ima dobre izglede na narednim izborima za Hrvatski sabor.

## "Izborni program na predsjedničkim izborima 2014"

### Monetarni suverenitet
Ustavom je propisana dužnost Predsjednika čuvati suverenitet zemlje. Daleko najvažniji suverenitet koji zemlja može izgubiti jest onaj monetarni, odnosno vlast nad novcem. Od 1994. godine, adaptacijom Maastrichtskog ugovora Hrvatska je izgubila važan monetaran alat – primarnu emisiju novca. Od uvođenja kune pa da danas novac se stvara isključivo u privatnim bankama tzv. sekundarnom emisijom novca preko kredita. Opisani događaji nisu ništa drugo nego neprijateljska okupacija. Ono što nije učinjeno oružjem učinit će se dugom – korporacije i banke preuzet će naš prostor, izvore i dobra te lišiti naš narod prava i privatne imovine. Jednostavno se uočava da gubitak monetarnog suvereniteta vodi u dužničko ropstvo.

### Deprivatizacija novca
Hrvatsko društvo više ne može koristiti mehanizme države i Hrvatske narodne banke kako bi stvorilo novac koji mu je potreban. Kako je to nedavno priznao i Sabor, novac se stvara i ulazi u opticaj jedino uzimanjem kredita što znači da je sav monetarni agregat u opticaju jedan veliki kredit koji konstanto treba održavati uz sve veće troškove (anuiteti). Opisani financijski sustav prenesen na društvo znači dužničko ropstvo za narod i stanovništvo na ovim prostorima koji će trajati unedogled bez ikakve prilike za bolji život uz sve veće namete, rezove i gubitak prava i dostojanstva. Pravo na stvaranje novca preuzele su privatne banke tzv. sekundarnom emisijom. Ovim monopolom banke su stekle prednost pri stjecanju kapitala gotovo biblijskih razmjera. Financijska shema koju su nametnuli građanima i tvrtkama te institucijama države izrazito sliči Ponzijevoj shemi. Ta shema se od 2008. godine urušava, a imovina stanovništva se ubrzano prenosi na banke.

### Druga Republika
Hrvatska nije postala ono što smo željeli da postane. Potrebne su nam temeljite reforme i novi, svježi početak s vizijom i strateški razrađenim ciljevima. Prvi korak na tom putu je povratak monetarnog suvereniteta i provođenje lustracije kako bi se s društveno odgovornih položaja uklonili pripadnici bivšeg dvostranačkog režima te komunističkog režima prije toga. Moramo prestati davati moć kriminalcima i ljudima bez vizije.

### Oružane snage
Hvatska mora imati oružane snage koje će u svakom trenutku biti sposobna čuvati nacionalnu sigurnost, sve vrste suvereniteta i prije svega teritorijalni integritet. Kako bismo bili u stanju financirati reformu vojske potrebno je izvršiti ranije opisane reforme monetarne politike. Trenutno stanje u Oružanim snagama je porazno i nesposobne vladajuće strukture to više ne mogu sakriti. Nekada ponosni brodovi i zrakoplovi koji su izborili pobjedu u ratu sada poniženi hrđaju u lukama i padaju s neba predstavljajući opasnost za građane i njihovu imovinu. Modernizacija i opremanje vojske mora se u što većoj mjeri financirati domaćim izvorima novca i uz pomoć domaćih proizvođača vojne opreme. Oružane snage moraju u što većoj mjeri ovisiti o domaćim resursima jer u slučaju krize ili rata lako mogu izgubiti vanjske resurse ili im jako može porasti cijena što dovodi do ozbiljnih problema u obrani zemlje.
Država se osim vojnom silom brani i sviješću i obazrivošću stanovništva te se stoga zalažem za edukaciju i podizanje svijesti stanovništva o potrebi očuvanja hrvatskog društva i države od vanjskih i unutarnjih neprijatelja.

### Svjetski mir
Zalažem se za svijet razvoja i stvaranja, a ne nasilja i prisvajanja. U dostupnoj literaturi obično se navodi da čak 90% do 95% svih znanstvenika u svijetu radi u vojnoj industriji ili s njom povezanim djelatnostima. Najočitiji primjer industrije rata su Sjedinjene Američke Države koje su ujedno i daleko najdominantnija sila NATO-a. Američka državna ulaganja u vojno-industrijski kompleks rastu iz godine u godinu, a trend je počeo još početkom Drugog svjetskog rata s kulminacijom tijekom Hladnog rata. Kada SAD ne bi ratovale one ne bi mogle ekonomski opstati, a za sobom povlače i cijeli svijet koji mora pratiti njihova ulaganja i model “razvoja”. Iz opisanog je potpuno jasno da je SAD sa svojom ekonomijom i vanjskom politikom trajni generator rata, nestabilnosti i ljudskih patnji u svijetu. Zalažem se za mir i dijalog među državama i narodima te za razoružanje svijeta. Daleko najveću opasnost za život na Zemlji predstavljaju nuklearna, kemijska i biološka oružja koja mogu trajno osakatiti ili uništiti biosferu. Sporazum sjeveroatlanskog saveza (NATO) je produžena ruka američkog imperijalizma te Hrvatska u tome ne smije sudjelovati.

### Ovrhe i deložacije
Sklonište, ili u modernom obliku stan ili kuća, osnovna je čovjekova biološka potreba. Nalazimo se u situaciji da svaki dan imamo jednu ili dvije deložacije s tendencijom ogromnog porasta. Rast broja ovršenih nekretnina, prema registru Hrvatske gospodarske komore, raste gotovo eksponencijalno iz godine u godinu, a samo je prošle 2013. ovršeno preko 6700 nekretnina. Toliko je ovršeno samo u prvih sedam mjeseci ove godine. Radi se o genocidu kao nastavku politike raskućivanja, osiromašenja i raseljavanja stanovništva ovog prostora. Hrvatska je u ratu, a on se ne vodi puškom, već dugom. U tom ratu svakodnevno primamo poraze i gubimo svoje sugrađane, gubimo svoje domove, a naš generacijama stjecan kapital uzima ovršna mafija kao proviziju za svoj “rad” u obliku ovršnih troškova.

### Revizija pretvorbe i privatizacije
Zakonom o pretvorbi vlasništvo iz kategorije društvenog preneseno na mladu Republiku Hrvatsku. Zakon o privatizaciji trebao je biti pisan kako bi to golemo vlasništvo prenio natrag na građane koji su ga i stvorili i koji su ga uživali kao društveno. Prema izvješću Ureda za državnu reviziju iz 2001. godine, čak 95% postupaka privatizacije bilo je nezakonito. Ovakvo izvješće prihvatio je Sabor, ali do danas nije podnesena ni jedna kaznena prijava. Cijela stvar je potisnuta i namjerno zaboravljena i stekao se dojam da je sve završeno te da se tu više ništa ne može. Dužnost je svakog građanina, a pogotovo nekoga tko je na visokoj javnoj funkciji poput predsjedničke da skrbi za društvo i da govori o važnim stvarima i postavlja prava pitanja te da pritišće državne organe i obavještava medije o ključnim problemima kao što je ovaj. Naš narod je opljačkan i mlade generacije traže poništenje te pljačke uz kažnjavanje i lustriranje odgovornih.

### Politička lustracija
Tijekom i nakon tranzicije društva iz stare SFRJ u Republiku Hrvatsku došlo je do prestrojavanja postojećeg političkog kadra iz nekadašnje monolitne Komunističke partije Hrvatske u novoosnovane stranke. Tek je manji dio članova KPH otišao iz političkih zbivanja i izabrao umirovljenje. Drugim riječima, isti oni ljudi koji su donosili odluke i uživali privilegije u starom sistemu to čine i sada u novoj državi kroz nove stranke, državne organe i javne službe. Yoji Koyagama, profesor sa Sveučilišta Niigata, sjajno je to pokazao u svom znanstvenom radu “Transition in Croatia”. Potrebno je dignuti svijest među stanovništvom o ovom problemu te promovirati donošenje zakona o lustraciji kako bi se dokinuo utjecaj korumpiranog kadra na razvoj naše mlade države. Ovakav proces provele su gotovo sve druge zemlje bivšeg istočnog bloka i to još krajem prošlog stoljeća (Poljska 1996.).

## "Uspostavom monetarnog suvereniteta protiv dužničkog ropstva"
Na stranicama svoje kandidature daje izjavu u kojoj se pobliže objašnjava njegovo stajalište o monetarnom suverenitetu Hrvatske:
 "Naša centralna banka (HNB) ne funkcionira kao ostale centralne banke, te umjesto da izravno posuđuje novac poslovnim (komercijalnim) bankama, traži od njih da se vani zadužuju u eurima koje potom kod HNB-a mijenjaju u kune. Drugim riječima umjesto kao banka HNB funkcionira kao mjenjačnica... Zbog toga svi krediti imaju valutnu klauzulu, budući da novac pušten u opticaj ima pokriće u vanjskom dugu. Zašto HNB ne želi izravno posuditi kune domaćim bankama? Zato što želi održati kunu nerealno jakom. Posljedica toga su višestruke. Prva je da kuna jest jaka, ali zato imamo i nerealno velik vanjski dug, koji nije posljedica same potrošnje, nego je dobrim djelom nastao radi održanja tečaja (subvencioniranja uvoza)... u takvom monetarnom modelu dug uvijek raste puno brže od novčane mase (4-5 puta), što nužno dovodi do kreditne krize."
U nastavku istog teksta iznosi se da je "cilj stranih financijskih institucija i državne politike beskonačnog zaduživanja (je) razvlaštenje države od sve njene imovine, a država budući da više nema što za prodavati mora smanjivati rashode i dizati poreze što dugoročno vodi padu životnog standarda i uništenju ekonomije." Dalje se tvrdi da su vrlo slične politike i slične probleme imali svojedobno Argentina i Ekvador; I. V. Sinčić se zauzima za to da se u Hrvatskoj poduzmu onakve mjere koje su takve probleme - navodi on - riješile u tim latinoameričkim zemljama.
U ključnom poglavlju "Uspostava monetarnog suvereniteta" iznosi se: "...onog trenutka kada se najavi ukidanje valutne klauzule na štednju (depozite) i kredite, svi oni koji imaju novac u bankama (depozite) će krenuti na banke i tražiti da im banke njihov novac isplate u gotovini i to u stranoj valuti (da im daju eure/franke), jer znaju da će kuna pasti, a više u bankama ne mogu štediti u devizama. Budući da se radi multiplikacije novca koju rade banke, u bankama nalazi manje od 17% od ukupnih depozita koji tamo navodno postoje, banke neće imati s čime isplatiti te ljude i sve će redom, jedna za drugom propasti...ukupna količina depozita u bankama (je) 213 mlrd kuna, one u gotovini nemaju više od 17% depozita, odnosno u svim bankama zajedno nema više od 30 mlrd kuna...To je pravi razlog zašto političke elite ne žele da se valutna klauzula ukine. Ne zato što im je stalo do onih koji imaju deviznu štednju nego zato što znaju, da će svi strani vlasnici banaka biti razvlašteni od svoje imovine u HR ako se to dogodi...nakon sloma banaka...država dokapitalizira banke novcem iz HNB-a (sanira ih), odnosno pokrije novcem dio multipliciranih depozita (pretvori ih u realne). Tom mjerom sve sanirane banke ujedno postaju i vlasništvo države, a država postaje zajedno s bankama i vlasnik njihove aktive koja iznosi 307 mlrd kn (svibanj 2011.), tolike su naime obveze građana, tvrtki i države prema bankama... Da bi olakšala život prezaduženim građanima država mora ili otpisati dio duga koji je stvoren kreditnom multiplikacijom (nepostojećim novcem) ili višestruko povećati novčanu masu (napraviti devalvaciju nakon ukidanja valutne klauzule). Sve skupa predviđamo da će dug radi tih mjera biti realno umanjen za oko 80%.... alternativa otpisu dijela duga je da država napravi jaču početnu inflaciju, tako da inflacija pojede kredite.... Na taj način biti će ispravljene greške iz prošlosti i kreditna kriza će prestati, isto kao i masovne blokade i ovrhe...Nakon toga ide drugi dio monetarne reforme, on je usmjeren na stvaranje dugoročno održivog monetarnog modela. Drugim riječima država svoj deficit više neće pokrivati zaduživanjem (akumulacijom duga), nego nekreditnom emisijom novca od HNB-a, a banke više neće moći raditi kreditnu multiplikaciju uz pomoć nepostojećeg novca, jer će se razina obvezne rezerve podići na 50%. Jaka kuna otići će u povjest, skupa s restriktivnom monetarnom politikom koju su provodili Rohatinski, Vujčić i njegova družina." 
U nastavku teksta s mrežnih stranica Sinčićeve predsjedničke kandidature se tvrdi da je baš takve mjere monetarne i gospodarske politike, za kakve se zalaže I. V. Sinčić, provela Argentina 2002. godine; te da je zahvaljujući ponovnom preuzimanju monetarnog suvereniteta i kasnijom ekspanzivnom monetarnom politikom Argentina - uz ciljanu inflaciju od 10% - postigla u narednom desetljeću u Argentini visoki ekonomski rast.
U vrijeme podnošenja potpisa za Sinčićevu predsjedničku kandidaturu, drugi predsjednički kandidati, pa ni ugledni ekonomisti, nisu se očitovali o njegovim tvrdnjama o uzrocima gospodarske krize u Hrvatskoj, ni o njegovim prijedlozima za razrješenje krize. Taj važni dio njegovog programa uopće nije bio propitivan niti tijekom predsjedničke kampanje.
Vrijedi opaziti da se u Godišnjem izvješću Hrvatske narodne banke za 2013. godinu iznosi kako depoziti u hrvatskim poslovnim bankama iznose nešto više od 282 milijarde kuna, od čega oko polovine čini štednja stanovništva; prema HNB, 77,5 posto štednje stanovništva predstavljaju devizne ušteđevine građana. Prema analizi Zagrebačke banke, koju u listopadu 2014. god. prenosi "Poslovni dnevnik", ukupna financijska imovina hrvatskih građana (dakle, bez depozita pravnih osoba) iznosila je krajem srpnja 2014. god. 330,4 milijardi kuna, od čega se 55,3 posto odnosilo na štedne uloge kod banaka, a 11,2 posto na gotovinu. Prigodom propasti bankovnog sustava u Argentini početkom 2001. – 2002. (to su iskustva iz kojih poduke za našu situaciju crpi Sinčić), bili su devizni ulozi građana u toj zemlji zamrznuti, te je tek krajem 2006. godine bio Vrhovni sud Argentine po prvi put presudio u jednom slučaju da se štedni ulozi denominirani u dolarima moraju deblokirati, da je prisilna denominacija iz dolara u pezose po nepovoljnom tečaju 2002. god. (gdje su štediše izgubile oko trećinu vrijednosti svojih deviznih ušteđevina; ušteđevine u pezosima su zbog visoke inflacije bile pogođene još više) bila nelegalna, te da se štedišama mora isplatiti protuvrijednost deviznih ušteđevina u pezosima (ne u stranoj valuti) prema tržišnom tečaju.

## Privatan život
Od 2016 oženjen je s aktivisticom Vladimirom Palfi s kojom ima dvoje djece.

## Vanjske poveznice
- Mrežne stranice kandidature Ivana Velibora Sinčića, pristupljeno 8. prosinca 2014.
- "STUDENT FER-A IVAN SINČIĆ BLIZU PRIKUPLJANJA DOVOLJNO POTPISA ZA PREDSJEDNIČKU KANDIDATURU", Marko Matijević za "Srednja.hr", 02. prosinca 2014.
- Izborni program  Arhivirana inačica izvorne stranice od 25. prosinca 2014. (Wayback Machine)